# Johann Martin Bernatz
Johann Martin Bernatz (* 22. März 1802 in Speyer; † 19. Dezember 1878) war ein deutscher Landschaftsmaler.

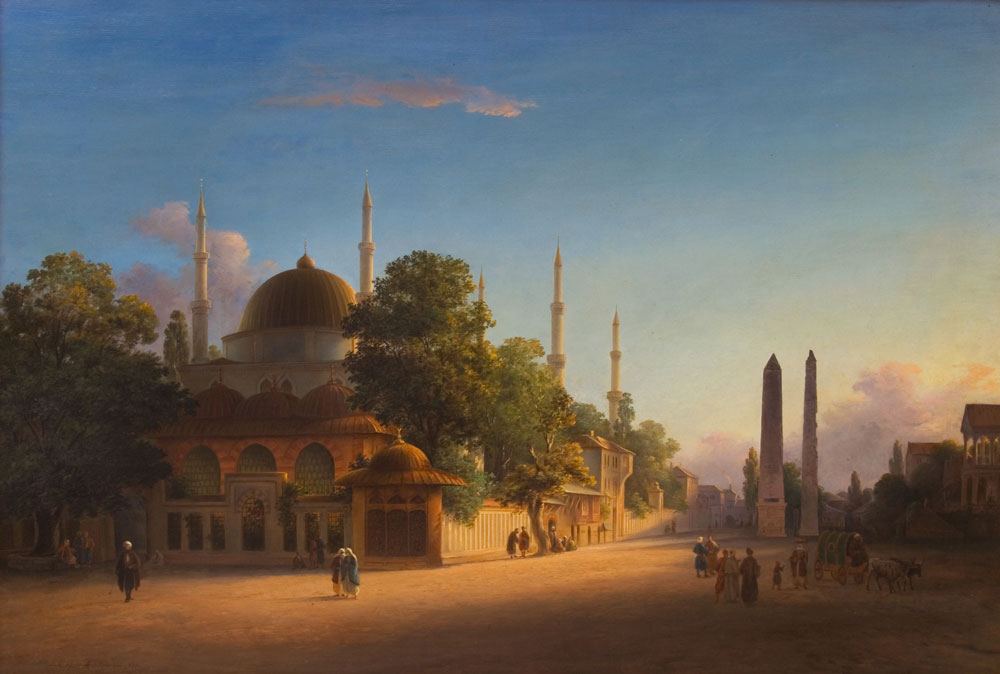
J. M. Bernatz: Die Sultan-Ahmed-Moschee in Konstantinopel

## Leben
Johann Martin Bernatz war wie sein älterer Bruder Matthäus Bernatz für den väterlichen Beruf des Schornsteinfegers bestimmt, musste dieses jedoch 1826 nach einer Lungenentzündung aufgeben. Als tüchtiger Zeichner besuchte er dann mit seinem Bruder die Polytechnische Schule in Wien.
Unter Joseph Kellerhovens Leitung lernte er in Speyer die Ölmalerei und ging 1827–29 zur Architekturmalerei über.
Im August 1829 übersiedelte er nach München.
1836 begleitete er Gotthilf Heinrich Schubert und Michael Pius Erdl als Maler und Zeichner auf ihrer Orientreise über Konstantinopel durch Kleinasien, Palästina und die Sinai-Halbinsel nach Ägypten.
Anschließend begleitete er Johannes Roth auf der Ostindien-Expedition, wobei sie Neujahr 1841 in Kalkutta eintrafen.
Johann Bernatz starb 1878 im Alter von 76 Jahren.

## Grabstätte

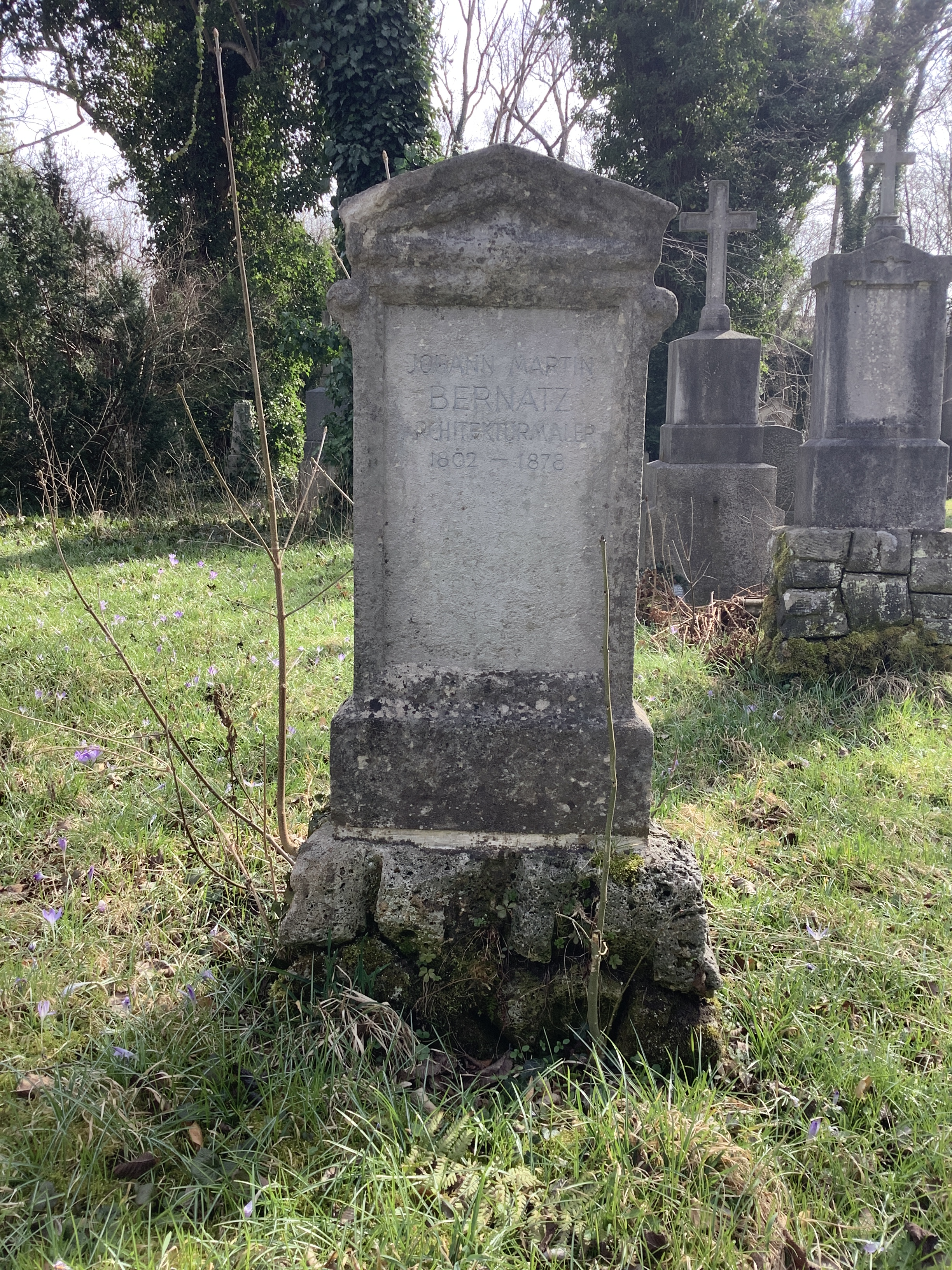
Grab von Johann Bernatz auf dem Alten Südlichen Friedhof in München

Die Grabstätte von Johann Bernatz befindet sich auf dem Alten Südlichen Friedhof in München (Gräberfeld 28 – Reihe 10 – Platz 18) Standort.

## Veröffentlichungen
- Bilder aus dem heiligen Lande, nach der Natur gezeichnet; Steinkopf, Stuttgart, 1839 (Digitalisat).
- Scenes of Ethiopia; London 1852
- Bilder aus Äthiopien
  - Bd. 1: Aden und das heisse vulkanische Tiefland der Danakil, Scheitlin, Stuttgart 1854 (Digitalisat).
  - Bd. 2: Das Hochland von Schoa. Scheitlin, Stuttgart 1854 (Digitalisat).